# Martin Volder
Martin Volder (Rotterdam, 23 juli 1967) is een Nederlands journalist, televisiemaker en radiopresentator. Volder begon halverwege de jaren 80 als radiopresentator bij piratenstations als Octaaf in Amsterdam. Vanaf 1988 presenteerde Volder het Radio 1-actualiteitenprogramma Veronica Nieuwsradio en was hij te horen op Radio Noord-Holland en Radio Rijnmond. In 1992 kwam Volder in dienst van RTL, waar hij programma's presenteerde op RTL Radio en de eindredactie voerde over het RTL Ontbijtnieuws, gepresenteerd door Jan de Hoop. In 2000 werd Volder hoofdredacteur van Newsbites, een internetonderneming van het bedrijf Cameo dat Hart van Nederland voor SBS6 produceerde. Dit project ging ten onder na het knappen van de internetzeepbel. In 2001 werd Volder adjunct-hoofdredacteur van NOS Radio. Hij vertrok al binnen een jaar en besloot dat hij niet geschikt was als manager. Sinds 2003 werkt Volder bij Omroep Brabant, waar hij enige jaren een eigen radioprogramma had. Tegenwoordig is hij regelmatig als invaller te horen en als nieuwslezer. Volder maakte een tv-serie over religie die vanaf april 2011 te zien was op Omroep Brabant. Op 27 maart 2025 las hij zijn laatste bulletin op Omroep Brabant en vertrok na 22 jaar bij de regionale omroep.